# Japanischer Fußball-Supercup 2004
Der japanische Fußball-Supercup 2004 wurde am 6. März 2004 zwischen dem japanischen Meister 2003 Yokohama F. Marinos und dem Kaiserpokal-Sieger 2003 Júbilo Iwata ausgetragen. Das Spiel fand im Nationalstadion in Tokio statt.
| Paarung             | Yokohama F. Marinos – Júbilo Iwata |
| Ergebnis            | 1:1 (0:0), 2:4 i. E. |
| Datum               | 6. März 2004 um 13:33 Uhr |
| Stadion             | Nationalstadion, Tokio |
| Zuschauer           | 30.158 |
| Schiedsrichter      | Masayoshi Okada |
| Tore                | 1:0 Daisuke Oku (64.) 1:1 Takashi Fukunishi (85.) Elfmeterschießen: 0:1 Gral 1:1 Dutra 1:1 Takashi Fukunishi 1:1 Akihiro Endō 1:2 Hideto Suzuki 1:2 Tatsuhiko Kubo 1:3 Hiroshi Nanami 2:3 Eisuke Nakanishi 2:4 Toshihiro Hattori                           |
| Yokohama F. Marinos | Tatsuya Enomoto – Yasuhiro Hato, Yūji Nakazawa, Naoki Matsuda, Dutra – Yukihiko Satō (67. Masahiro Ōhashi), Akihiro Endō, Eisuke Nakanishi, Daisuke Oku – Ahn Jung-hwan (67. Norihisa Shimizu), Tatsuhiko Kubo Cheftrainer: Takeshi Okada                  |
| Júbilo Iwata        | Yōhei Satō – Hideto Suzuki, Makoto Tanaka, Takahiro Yamanishi – Norihiro Nishi, Takashi Fukunishi, Toshihiro Hattori, Toshiya Fujita (85. Takahiro Kawamura), Hiroshi Nanami – Gral, Yasumasa Nishino (69. Masashi Nakayama) Cheftrainer: Takashi Kuwahara |
| Gelbe Karten        | Eisuke Nakanishi (23.), Dutra (34.), Naoki Matsuda (88.) – Takahiro Yamanishi (32.), Takashi Fukunishi (63.), Gral (71.) |

## Supercup-Sieger Júbilo Iwata
|  | Júbilo Iwata |
|  | - Tor: Yōhei Satō - Abwehr: Hideto Suzuki; Makoto Tanaka; Takahiro Yamanishi - Mittelfeld: Norihiro Nishi; Takashi Fukunishi; Toshihiro Hattori; Toshiya Fujita; Hiroshi Nanami; Takahiro Kawamura - Angriff: Gral; Yasumasa Nishino; Masashi Nakayama |
|  | Trainer: Takashi Kuwahara |